# Matías Marchesini
Matías Alberto Marchesini (Gualeguaychú, provincia de Entre Ríos, 3 de mayo de 1979) es un exfutbolista argentino. Actual Director Técnico de Central Larroque en la Liga Departamental de Fútbol de Gualeguaychú. 
Es primo segundo del exjugador Victor Hugo Marchesini.

## Trayectoria
Marchesini surgió de las divisiones inferiores de River Plate en el que nunca jugó en Primera después de un tiempo pasó a formar filas de Boca Juniors también en sus divisiones inferiores. Marchesini hizo su debut con Boca el 26 de enero de 2000, en un choque ante Racing Club por la Copa de Oro. Luego, le tocó participar de aquella victoria de los pibes de Boca en el superclásico del 9 de febrero en el Estadio José María Minella de Mar del Plata, que terminó con el primer ciclo de Ramón Díaz como técnico de River y que, incluso llevó la camiseta 5 en la lista del plantel xeneixe Campeón de la Copa Libertadores de 2000.
Pasando luego por clubes como Los Andes, Independiente, América de México, Deportes Temuco de Chile y otros tantos, para luego desembarcar en el año 2006 en Mar del Plata y quedar en el recuerdo de la gente del Club Atlético Alvarado. En 2008 ficha por el club Shanghái Shenhua F.C. 上海申花 de la Super Liga China su contrato duró solo 1 año por el cual el año 2009 regresa a su país para jugar en el Club Social y Deportivo Juventud Unida de Gualeguaychu, para luego en el 2010 fichar por el club Guaraní Antonio Franco de Posadas.
En enero de 2011 se hace oficial su traspaso al club Universitario de Sucre de la Liga de Fútbol Profesional Boliviano.
Jugaba en el Real Cartagena en la temporada 2012 y jugó 2 fecha en el apertura de la Categoría Primera B. Luego fue transferido al Juventud Unida donde continuó hasta mediados de 2018, en junio del mismo año fichó para Central Larroque donde jugó el torneo clausura 2018 de la Liga Departamental de Fútbol de Gualeguaychú.
El 2 de enero de 2019 fue confirmado como Director Técnico de Central Larroque, con quien se coronó campeón de la Copa Entre Ríos 2021-2022.

## Clubes

### Como jugador
| Club                   | País      | Año       | PJ | Goles |
| ---------------------- | --------- | --------- | -- | ----- |
| Boca Juniors           | Argentina | 1998-1999 | 0  | 0     |
| América                | México    | 1999-2000 | 0  | 0     |
| Los Andes              | Argentina | 2000-2001 | 23 | 1     |
| Independiente          | Argentina | 2001-2002 | 11 | 0     |
| Los Andes              | Argentina | 2002-2003 | 32 | 0     |
| Técnico Universitario  | Ecuador   | 2004      | 34 | 1     |
| Deportes Temuco        | Chile     | 2005      | 24 | 4     |
| Delfín SC              | Ecuador   | 2006      | 16 | 4     |
| Alvarado               | Argentina | 2006-2007 | 27 | 8     |
| Juventud Unida         | Argentina | 2007      | 13 | 1     |
| Shanghái Shenhua       | China     | 2008      | 0  | 0     |
| Guaraní Antonio Franco | Argentina | 2009-2010 | 5  | 0     |
| Universitario de Sucre | Bolivia   | 2011      | 20 | 0     |
| The Strongest          | Bolivia   | 2011      | 29 | 0     |
| Real Cartagena         | Colombia  | 2012-2013 | 11 | 1     |
| Juventud Unida         | Argentina | 2013-2018 | 46 | 3     |
| Central Larroque       | Argentina | 2018      | 0  | 0     |

### Como entrenador
| Club             | País      | Año       |
| ---------------- | --------- | --------- |
| Central Larroque | Argentina | 2019-2022 |

## Palmarés

### Como jugador
| Título                      | Equipo             | País      | Año     |
| --------------------------- | ------------------ | --------- | ------- |
| Primera División de Bolivia | Club The Strongest | Bolivia   | 2011    |
| Primera División de Bolivia | Club The Strongest | Bolivia   | 2012    |
| Torneo Argentino B          | Juventud Unida (G) | Argentina | 2012-13 |
| Torneo Federal A            | Juventud Unida (G) | Argentina | 2014    |

### Como entrenador
| Título                         | Equipo           | País      | Año  |
| ------------------------------ | ---------------- | --------- | ---- |
| Copa Ciudad de Gualeguaychú    | Central Larroque | Argentina | 2019 |
| Torneo Clausura (Gualeguaychú) | Central Larroque | Argentina | 2019 |